# B&T APR
Die B&T APR ist eine Familie von Scharfschützengewehren, welche vom Schweizer Unternehmen B&T (ehemals Brügger & Thomet) entwickelt und hergestellt wird. Die Abkürzung steht dabei für Advanced Precision Rifle (deutsch „fortschrittliches Präzisionsgewehr“).

## Geschichte
B&T fungierte nach seiner Gründung 1991 hauptsächlich als Händler für Unternehmen wie Heckler & Koch oder Benelli und begann dann mit der Produktion von Schalldämpfern. Später verdingte die Firma sich als Systemintegrator für verschiedene polizeiliche und militärische Kunden. Als solcher wurden Waffen, Zielfernrohre und Zubehörteile verschiedener Hersteller nach Kundenanforderungen zusammengebaut und mit einem Schalldämpfer aus eigenem Hause ergänzt. Diese Integrationsarbeiten hatten oft einen weitreichenden Umbau der Waffe zur Folge, der teilweise so weit ging, dass es für B&T leichter gewesen wäre, eine neue Waffe zu bauen, was schliesslich zur Entwicklung des eigenen APR führte.
B&T entwickelte mit der Advanced Precision Rifle auf Basis der französischen PGM Précision-Serie ein vollständiges System, welches speziell für den harten Einsatz von Militär und Polizei entwickelt wurde. Dazu gehören ein Klappschaft, Magazine, einstellbarer Abzug, Erdsporn und Mündungsbremse. Darüber hinaus sind weitere Zubehörteile erhältlich.
Zielfernrohr
B&T rüstet ihr APR serienmässig mit einem Zielfernrohr (ZF) des deutschen Herstellers Schmidt & Bender (S&B) aus. S&B liefert dabei exklusiv eine besondere Version der Police Marksman II-Serie in der Ausführung 3–12 × 50 , welches über ein spezielles für B&T hergestelltes Absehen verfügt und von S&B für B&T „gebrandet“ ist.

## Modellvarianten
Das APR stellt eine komplette Familie von Scharfschützengewehren her, die in unterschiedlichen Kalibern, Ausführungen und auch als schallgedämpfte Ausführung erhältlich sind. In der Ukraine werden die APR 308 und APR 338 von der Firma Tactical Systems in Kiew in Lizenz hergestellt.
| Bezeichnung | Beschreibung                | Kaliber  | Lauflänge | Zuglänge | Gewicht | Länge   | eff. Reichweite | Besonderheit                |
| ----------- | --------------------------- | -------- | --------- | -------- | ------- | ------- | --------------- | --------------------------- |
| APR 308     | Militär-Variante            | .308 Win | 610 mm    | 280 mm   | 7,0 kg  | 1139 mm | 1000 m          |                             |
| APR 308P    | Polizei-Variante            | .308 Win | 500 mm    | 254 mm   | 6,8 kg  | 1028 mm | 600 m           | kürzere Version für Polizei |
| APR 308S    | Schalldämpfer-Variante      | .308 Win | 400 mm    | 205 mm   | 8,2 kg  | 1211 mm | 150 m           | schallgedämpft              |
| APR 338     | Militär-Variante            | .338 LM  | 690 mm    | 280 mm   | 8,2 kg  | 1236 mm | 1300 m          | grösseres Kaliber           |
| TS 308      | Lizenz-Variante der APR 308 | .308 Win | 610 mm    | 280 mm   | 7,0 kg  | 1139 mm | 1000 m          |                             |
| TS 338      | Lizenz-Variante der APR 338 | .338 LM  | 690 mm    | 280 mm   | 8,2 kg  | 1236 mm | 1300 m          | grösseres Kaliber           |

## Nutzer
- Luxemburg: Spezialeinheit Unité Spéciale de la Police der Police grand-ducale[4]
- Singapur: Streitkräfte Singapurs[5]
- Ukraine: ukrainischer Staatssicherheitsdienst[6]

## Einsatz
Der ukrainische Staatssicherheitsdienst setzte die Waffen unter der Regierung Janukowytsch während der Maidanproteste ein. Im Krieg in der Ostukraine kamen die Waffen, nun unter der Regierung Poroschenko, gegen die Aufständischen zum Einsatz.